# Oíncio
Oíncio, O Incio (em galego e oficialmente) ou Incio (em castelhano) é um município da Espanha na província de Lugo, comunidade autónoma da Galiza. Tem 146,1 km² de área e em 2021 tinha 1 521 habitantes (densidade: 10,4 hab./km²).

## Demografia
| Variação demográfica do município entre 1991 e 2004[carece de fontes?] | Variação demográfica do município entre 1991 e 2004[carece de fontes?] | Variação demográfica do município entre 1991 e 2004[carece de fontes?] | Variação demográfica do município entre 1991 e 2004[carece de fontes?] |
| ---------------------------------------------------------------------- | ---------------------------------------------------------------------- | ---------------------------------------------------------------------- | ---------------------------------------------------------------------- |
| 1991                                                                   | 1996                                                                   | 2001                                                                   | 2004                                                                   |
| 2920                                                                   | 2722                                                                   | 2427                                                                   | 2358                                                                   |